# Valero (kommunhuvudort)
Valero är en kommunhuvudort i Spanien.   Den ligger i provinsen Provincia de Salamanca och regionen Kastilien och Leon, i den centrala delen av landet, 190 km väster om huvudstaden Madrid. Valero ligger 582 meter över havet och antalet invånare är 448.
Terrängen runt Valero är kuperad åt sydväst, men åt nordost är den platt. Valero ligger nere i en dal. Runt Valero är det mycket glesbefolkat, med 7 invånare per kvadratkilometer. Närmaste större samhälle är La Alberca, 15,1 km väster om Valero. 